# Cadmiumchloride
Cadmiumchloride is een anorganisch zout van cadmium, met als brutoformule CdCl2. Het is een extreem toxische hygroscopische witte kristallijne vaste stof. De stof is zeer goed oplosbaar in water en matig in ethanol.

## Synthese
Cadmiumchloride kan worden gesynthetiseerd uit een reactie van waterstofchloridegas en verhit cadmium:
{\displaystyle \mathrm {Cd\ +\ 2\ HCl\longrightarrow \ CdCl_{2}\ +\ H_{2}} }

## Hydraten
Bekende hydraten zijn: {\displaystyle {\ce {CdCl2.H2O}}} en {\displaystyle {\ce {CdCl2.5H2O}}}.